# Johannes Janota
Johannes Janota (* 30. Mai 1938 in Brünn; † 25. Oktober 2021) war ein deutscher germanistischer Mediävist. Er war von 1983 bis 2003 Lehrstuhlinhaber (Ordinarius) für Deutsche Sprache und Literatur des Mittelalters an der Universität Augsburg.

## Leben
Johannes Janota war ein Sohn des späteren Landtagsabgeordneten Josef Janota. Nach der Vertreibung der Familie aus Südmähren wuchs er in Schwäbisch Gmünd und in Düsseldorf auf. Nach einer Lehre als Werkzeugmacher besuchte er ein Gymnasium und machte Abitur. Danach arbeitete er als Volontär bei einer Tageszeitung (Südwest Presse). Von 1961 bis 1966 als Stipendiat des Cusanuswerks Studium der Deutschen Philologie, Katholischen Theologie, Philosophie und Geschichte an den Universitäten Tübingen und Wien. 1966 Promotion mit einer Dissertation über das deutsche geistliche Lied des Mittelalters in Tübingen. Danach bis 1974 Wissenschaftlicher Assistent bei Hanns Fischer und dessen Nachfolger Burghart Wachinger ebenda. 1973 Habilitation mit einem Forschungsbericht über die deutsche Literatur des Spätmittelalters ebenda. Venia Legendi für Deutsche Philologie. Von 1974 bis 1983 Professor an der neugegründeten Universität Siegen, wo er die mittelalterliche Germanistik aufbaute. 1983 wurde er Ordinarius für deutsche Sprache und Literatur des Mittelalters an der Universität Augsburg. Im Studienjahr 2007/08 amtierte er als Wolfgang Stammler-Gastprofessur für Germanische Philologie an der Universität Freiburg (Schweiz). Ab 2003 war er Professor im Ruhestand.

## Schwerpunkte in Forschung und Lehre
Sein Forschungsschwerpunkt lag bei der deutschen Literatur des Spätmittelalters. Innerhalb dieses Bereichs beschäftigte er sich vor allem mit der Lyrik und dem Drama. Ein weiteres Zentrum bildete die Literaturgeschichte des Spätmittelalters. Zu seinen Interessengebieten gehörte weiterhin die Fachgeschichte. Seine Methode war textphilologisch orientiert, seine Fragestellungen zielten auf das kulturelle und gesellschaftliche Umfeld von Literatur, auf deren Organisationsformen und Überlieferung. Die Ergebnisse seiner Forschungen liegen in Untersuchungen und Editionen vor, die vielfach von der Deutschen Forschungsgemeinschaft gefördert wurden.

## Herausgeberschaften und akademisches Wirken (Auswahl)
Janota war Mitherausgeber der folgenden Zeitschriften: Germanisch Romanische Monatsschrift: NF (1980–2004), Mitteilungen des Deutschen Germanistenverbandes (1987–1991), Germanistik. Internationales Referatenorgan mit bibliographischen Hinweisen (1987–2013) und Studia Augusta. Augsburger Forschungen zur europäischen Kulturgeschichte (1991-2008).
Er war Mitbegründer des Augsburger Instituts für Europäische Kulturgeschichte. Von 1987 bis 1991 war er Vorsitzender des Deutschen Germanistenverbandes.

## Monographien (Auswahl)
- Studien zu Funktion und Typus des deutschen geistlichen Liedes im Mittelalter. München 1968. (Münchener Texte und Untersuchungen zur deutschen Literatur des Mittelalters 23).
- Neue Forschungen zur deutschen Dichtung des Spätmittelalters (1230–1500). 1957–1968. Stuttgart 1971 (= Deutsche Vierteljahrsschrift für Literaturwissenschaft und Geistesgeschichte. Band 45, 1971, S. 1–242 [Sonderheft]).
- Hanns Fischer: Studien zur deutschen Märendichtung. 2., durchgesehene und erweiterte Auflage. Tübingen 1983.
- Helmut de Boor: Die deutsche Literatur im späten Mittelalter. Erster Teil: 1250-1350. 5. Aufl. Neubearbeitung. München 1997. (Geschichte der deutschen Literatur von den Anfängen bis zur Gegenwart III/1.).
- Orientierung durch volkssprachliche Schriftlichkeit (1280/90–1380/90). Tübingen 2004. (Geschichte der deutschen Literatur von den Anfängen bis zum Beginn der Neuzeit. Hrsg. von Joachim Heinzle. Bd. III: Vom späten Mittelalter zum Beginn der Neuzeit. Teil 1.).
- Ich und sie, du und ich. Vom Minnelied zum Liebeslied. De Gruyter, Berlin 2009 (Wolfgang Stammler Gastprofessur für Germanische Philologie 18). ISBN 978-3-11-021776-6.

## Sammelbände (Auswahl)
- Zur deutschen Literatur und Sprache des 14. Jahrhunderts. (Zus. mit Walter Haug und Timothy R. Jackson). Heidelberg 1983. (Reihe Siegen 45 = Publications of the Institute of Germanic Studies, University of London 29).
- Die Furtmeyer-Bibel in der Universitätsbibliothek Augsburg. Augsburg 1991.
- Festschrift Walter Haug und Burghart Wachinger. (Zus. mit Paul Sappler, Frieder Schanze, Konrad Vollmann, Gisela Vollmann-Profe und Hans-Joachim Ziegeler). 2 Bde. Tübingen 1992.
- Kultureller Wandel und die Germanistik in der Bundesrepublik. Vorträge des Augsburger Germanistentags 1991. Bd. 1-4. Tübingen 1993.
- Literarisches Leben in Augsburg während des 15. Jahrhunderts. (Zus. mit Werner Williams Krapp): Tübingen 1995 (Studia Augustana 7), ISBN 3-484-16507-3.
- Augsburger Buchdruck und Verlagswesen. Von den Anfängen bis zur Gegenwart. (Zus. mit Helmut Gier). Wiesbaden 1997.

## Editionen (Auswahl)
- Der Stricker: Verserzählungen I. Hrsg. von Hanns Fischer. 3., revidierte Auflage. Tübingen 1973. (Altdeutsche Textbibliothek 53). Zuletzt 5., verbesserte Auflage. Tübingen 2000.
- Der Stricker II. Hrsg. von Hanns Fischer. Mit einem Anhang: Der Weinschwelg. 2., revidierte Auflage. Tübingen 1977. (Altdeutsche Textbibliothek 68). Zuletzt 4., durchgesehene Auflage. Tübingen 1997.
- Eine Wissenschaft etabliert sich. 1810-1870. Tübingen 1980. (Deutsche Texte 53).
- Texte und Melodien der ‘Erlanger Spiele‘. (Zus. mit Wolfgang Suppan). Tutzing 1990. (Musikethnologische Sammelbände 11.).
- Alsfelder Passionsspiel. Frankfurter Dirigierrolle mit den Paralleltexten. Weitere Spielzeugnisse. Alsfelder Passionsspiel mit den Paralleltexten. Tübingen 2002. (Die Hessische Passionsspielgruppe. Edition im Paralleldruck II.).
- Heidelberger Passionsspiel. Mit den Paralleltexten der „Frankfurter Dirigierrolle“, des „Frankfurter Passionsspiels“, des „Alsfelder Passionsspiels“, des „Frankfurter Osterspielfragments“ und des „Fritzlarer Passionsspielfragments“. Tübingen 2004, ISBN 3-484-19083-3.
- Adam Reißner. Gesangbuch. (Zus. mit Ute Evers). I. Faksimile der Augsburger Handschrift. II. Kommentar zur Augsburger Handschrift. Tübingen 2004. (Studia Augustana 12. 13.)
- Die Melodien der lateinischen Osterfeiern. (Zus. mit Ute Evers). Bd. 1: Editionen. 1. Teilbd.: Tropus-Feiern und Visitatio-Typ I mit Einleitung ins Gesamtwerk. 2. Teilbd.: Visitatio-Typ II und Visitatio-Typ III. Bd. 2: Kommentare. 1. Teilbd.: Tropus-Feiern und Visitatio-Typ I mit Überblicken zu den Melodien und zur Textgestalt der lateinischen Osterfeier. 2. Teilbd.: Visitatio-Typ II und Visitatio-Typ III. Verzeichnisse. Walter de Gruyter, Berlin/Boston 2013.

## Aufsätze (Auswahl)
- Hans Folz. Ein Autor etabliert sich in einer stadtbürgerlichen Gesellschaft. In: Philologie und Geschichtswissenschaft. Demonstrationen literarischer Texte des Mittelalters. Hrsg. von Heinz Rupp. Heidelberg 1977. (Medium Literatur 5) S. 74–91.
- Adam Puschmann. Vom Poeten zum Poetologen. In: Walter Haug und Burghart Wachinger (Hrsg.): Autorentypen. Tübingen 1991. (Fortuna vitrea 6), S. 144–163.
- Zum Refrain in den lateinisch-deutschen Liebesliedern des Codex Buranus. In: Dorothea Klein (u. a., Hrsg.): Vom Mittelalter zur Neuzeit. Festschrift für Horst Brunner. Wiesbaden 2000, S. 211–226.
- Carl von Kraus (1868-1952). In: Christoph König (u. a., Hrsg.): Wissenschaftsgeschichte der Germanistik in Porträts. Berlin/New York 2000, S. 141–151.
- Grundriss zu einer Geschichte der deutschen Literatur im Spätmittelalter 1220/30-1500/20. In: Beiträge zur Geschichte der deutschen Sprache und Literatur 123. 2001, S. 397–427.
- Freundschaft auf Erden und im Himmel. Die Mystikerin Margareta Ebner und der Gottesfreund Heinrich von Nördlingen. In: Gisela Vollmann-Profe, Cora Dietl, Annette Gerok-Reiter, Christoph Huber und Paul Sappler (Hrsg.): Impulse und Resonanzen. Tübinger mediävistische Beiträge zum 80. Geburtstag von Walter Haug. Tübingen 2007, S. 274–300.
- Fides et ratio. Die Trinitätsspekulationen in den Meisterliedern des Hans Folz. In: Reflexion und Inszenierung von Rationalität in der mittelalterlichen Literatur. Berlin 2008 (Wolfram-Studium XX), S. 351–386.
- Repraesentatio peccatorum. Zu Absicht und Wirkung der spätmittelalterlichen Passionsspielaufführungen. In: ZfdA 137. 2008. S. 439–470.
- Performanz und Rezeption. Plädoyer für ihre Berücksichtigung im Kommentar zur Edition spätmittelalterlicher Spiele. Die Nürnberger Fastnachtspiele als Beispiel. In: Fastnachtspiele. Weltliches Schauspiel in literarischen und kulturellen Kontexten. Hrsg. von Klaus Ridder. Tübingen 2009, S. 381–400.
- wunder und wunne. Zur Poetik im Heptameron der 'Wiener Genesis'. In: Mittelalterliche Poetik in Theorie und Praxis. Festschrift für Fritz Peter Knapp zum 65. Geburtstag. Berlin 2009, S. 21–37.
- Einstimmiger volkssprachiger Gesang. In: Geschichte der Kirchenmusik. Hrsg. von Wolfgang Hochstein und Christoph Krummacher. Bd. I: Von den Anfängen bis zum Reformationsjahrhundert. Laaber 2011 (Enzyklopädie der Kirchenmusik I/I), S. 116–121.
- Die Tradition der lateinischen Osterfeiern. Bewahren durch Verändern. In: Finden – Gestalten – Vermitteln. Schreibprozesse und ihre Brechungen in der mittelalterlichen Überlieferung. Berlin 2012 (Wolfram-Studien XXII), S. 131–154.
- Miranda sunt, que vidimus. Zur Konkurrenz zwischen Marien- und Apostelfeiern in lateinischen Osterfeiern. In: Wernfried Hofmeister und Cora Dietl (Hrsg.): Das geistliche Spiel des europäischen Mittelalters. Wiesbaden 2015 (Jahrbuch der Oswald-von-Wolkenstein-Gesellschaft 20), S. 69–80.
- Osterfeier oder Osterspiel? Zur Klärung der Terminologie. In: Wat nyeus verfraeyt dat herte ende verlicht den sin. Studien zum Schauspiel des Mittelalters und der Frühen Neuzeit. Festschrift für Carla Dauven-van Knippenberg zum 65. Geburtstag. Hrsg. von Elke Huwiler u. a. Leiden/Boston 2015 (Amsterdamer Beiträge zur Älteren Germanistik 75), S. 1–31.
- Zu Grenzen des überlieferungsgeschichtlichen Paradigmas. Die lateinischen Osterfeiern als Beispiel. In: Überlieferungsgeschichte transdisziplinär. Neue Perspektiven auf ein germanistisches Forschungsparadigma. In Verbindung mit Horst Brunner und Freimut Löser herausgegeben von Dorothea Klein. Wiesbaden 2015 (Wissensliteratur im Mittelalter 52), S. 21–41.
- Die lateinische Tropus-Feier als dramatische Kleinstform. In: Die Kunst der brevitas. Kleine literarische Formen des deutschsprachigen Mittelalters. Berlin 2017 (Wolfram-Studien XXIV), S. 77–99.
- der Sing auß Kunstes Krafft. Zur Abgrenzung des Liederdichters Jonas Losch von der Augsburger Meistersingergesellschaft. In: Zeitschrift für deutsches Altertum 146. 2017. S. 489–512.

## Kurzbeiträge
Johannes Janota hat weit über einhundert Rezensionen sowie Handbuch- und Lexikonbeiträge vorgelegt, u. a. in Reallexikon der deutschen Literaturwissenschaft, Die deutsche Literatur des Mittelalters. Verfasserlexikon, Killy Literaturlexikon, Große Werke der Literatur (Bde. III-VII, hrsg. von Hans Vilmar Geppert), Historisches Lexikon Bayerns, Handbuch der bayerischen Geschichte (Bde. III/I, III/II) sowie in Archiv für das Studium der neueren Sprachen und Literaturen, Arbitrium, Germanistik, Literaturwissenschaftliches Jahrbuch, Zeitschrift für deutsches Altertum und deutsche Literatur (ZfdA) und Zeitschrift für deutsche Philologie (ZfdPh).